# Robert Crawford junior
Robert Lawrence Crawford junior (* 13. Mai 1944 in Quantico, Virginia) ist ein US-amerikanischer Schauspieler und Filmproduzent.

## Leben
Crawford begann seine Karriere 1956 mit einer im Abspann nicht genannten Rolle in der Filmkomödie Playboy – marsch, marsch mit Natalie Wood in der Hauptrolle. In den darauf folgenden Jahren hatte er einige Gastauftritte in verschiedenen Fernsehserien. Für seinen Auftritt in der Folge Child of Our Time der Fernsehspielserie Playhouse 90 war er 1959 für den Emmy als Bester Darsteller nominiert. Zudem trat er zwischen 1958 und 1959 in drei Folgen als Gast in der Westernserie Westlich von Santa Fé auf, in der sein Bruder Johnny Crawford eine der Hauptrollen spielte.
Zwischen 1959 und 1960 spielte er Andy Sherman in der Westernserie Am Fuß der blauen Berge, wodurch er einem breiten Fernsehpublikum bekannt wurde. In der dritten Staffel der Serie wurde seine Rolle jedoch herausgeschrieben. In der Folgezeit war er in einigen weiteren Fernsehproduktionen zu sehen und hatte wenige, kleine Filmrollen. Gegen Ende der 1960er Jahre beendete Crawford seine Schauspielkarriere und arbeitete fortan als Filmproduzent. Sein erster Film als Associate Producer war die mit sieben Oscars ausgezeichnete Krimikomödie Der Clou. Als Produzent betreute er unter anderem die für zwei Oscars nominierte Komödie Garp und wie er die Welt sah sowie Funny Farm.
Sein Vater war der Schauspieler und Filmeditor Robert Crawford.

## Filmografie (Auswahl)

### Als Darsteller
- 1958: Westlich von Santa Fé (The Rifleman)
- 1958: Zorro
- 1959: Cheyenne
- 1959: Polizeibericht (Dragnet)
- 1959: Mutter ist die Allerbeste (The Donna Reed Show)
- 1959–1960: Am Fuß der blauen Berge (Laramie)
- 1961: Tausend Meilen Staub (Rawhide)
- 1961: Ein charmanter Hochstapler (The Great Impostor)
- 1966: Duell in Diablo (Duel at Diablo)
- 1966: Hawaii
- 1966: Rauchende Colts (Gunsmoke)

### Als Produzent
- 1973: Der Clou (The Sting) (Associate Producer)
- 1975: Tollkühne Flieger (The Great Waldo Pepper) (Associate Producer)
- 1977: Schlappschuss (Slap Shot) (Associate Producer)
- 1979: Ich liebe dich – I Love You – Je t’aime (A Little Romance)
- 1982: Garp und wie er die Welt sah (The World According to Garp)
- 1984: Die Libelle (The Little Drummer Girl)
- 1986: Der tödliche Freund (Deadly Friend) (Koproduzent)
- 1988: Funny Farm